# Liste de musées en Slovaquie
Pour les autres articles nationaux ou selon les autres juridictions, voir Liste des musées par pays.
Cet article présente une liste non exhaustive de musées en Slovaquie, classés par région, puis par ville.

## Région de Bratislava

### Bratislava
- Galerie nationale slovaque
- Galerie de la ville de Bratislava (en)
- Maison du Bon Pasteur (sk)
- Musée national slovaque
  - Musée archéologique
  - Musée de la culture des Allemands des Carpates
  - Musée de la culture croate en Slovaquie
  - Musée de la culture hongroise en Slovaquie
  - Musée de la culture juive de Bratislava
  - Musée historique de Bratislava
  - Musée de la musique
  - Musée des sciences naturelles
- Musée des transports de Bratislava (en)
- Musée de la ville de Bratislava (es)

### Autres
- Musée des Petites Carpates (sk), à Pezinok

## Région de Košice

### Košice
- Galerie de la Slovaquie de l'Est
- Musée archéologique de Košice
- Musée de cire, dans la tour Saint-Urbain
- Musée de la Slovaquie de l'Est
- Musée slovaque des techniques
- Musée Vojtech Löffler
- Zoo de Košice

## Région de Nitra
- Musée du Danube de Komárno (sk), à Komárno

## Région de Prešov
- Musée d'art moderne Andy Warhol, à Medzilaborce

## Région de Žilina

### Martin
- Musée de la Croix-Rouge slovaque (en)
- Musée national slovaque (Musée national slovaque de Martin (en))
  - Musée Andrej Kmeť (sk)
  - Musée de la culture rom en Slovaquie
  - Musée de la culture tchèque en Slovaquie
  - Musée ethnographique (sk)
  - Musée Martin Benka
  - Musée du village slovaque (sk)

### Žilina
- Musée Považské de Žilina (sk), au quartier de Budatín (sk)